# Jean Wicki
Jean Wicki (* 18. Juni 1933 in Siders, Kanton Wallis; † 11. Juni 2023) war ein Schweizer Bobpilot, der bei zwei Olympiateilnahmen drei Medaillen gewann.
Jean Wicki begann 1960 mit dem Bobsport. Seine ersten internationalen Erfolge erreichte er 1968. Bei der Bob-Europameisterschaft 1968 siegte er zusammen mit Hans Candrian, Willi Hofmann und Walter Graf im Viererbob. Kurz darauf gewannen die vier Schweizer die Bronzemedaille bei den Olympischen Winterspielen 1968 in Grenoble. Wicki und Candrian fuhren im Zweierbob auf den neunten Platz.
Vier Jahre später steuerte Jean Wicki den Zweierbob mit Anschieber Edy Hubacher auf den dritten Platz bei der Bob-Europameisterschaft 1972. Bei den Olympischen Winterspielen 1972 in Sapporo erhielten die beiden ebenfalls die Bronzemedaille. Zusammen mit Werner Camichel und Hans Leutenegger siegten Wicki und Hubacher im Viererbob.
Der 1,72 m grosse Jean Wicki war 1967, 1968, 1971 und 1972 Schweizer Meister im Zweierbob. Im Viererbob gewann er 1962, 1964, 1968 und 1970. Nach den Olympischen Spielen 1972 trat er vom aktiven Sport zurück.
Wicki starb im Juni 2023 eine Woche vor seinem 90. Geburtstag.